# Bilans banku
Bilans banku – sprawozdawczy dokument księgowy banku.
Banki stosują układy bilansu daleko odmienne od „normalnych” przedsiębiorstw produkcyjnych czy handlowych. Aktualna pozostaje zasada aktywa = pasywa, natomiast z powodu innego charakteru biznesu znacznie różnią się składniki aktywów i zobowiązań. W wypadku banku, aktywami są (oprócz majątku trwałego, gotówki i papierów wartościowych) udzielone kredyty – ponieważ z ich tytułu bank uzyskuje przypływ gotówki ze spłacanych rat kredytowych. Natomiast zobowiązaniami są przyjęte lokaty, gdyż spowodują one w przyszłości odpływ gotówki na wypłatę zakończonych lokat. Banki są od strony analizy bilansu bardzo kapitałochłonne i mocno zadłużone, dlatego do ich oceny stosuje się specjalnie dobrane wskaźniki.